# Drosophila yunnanensis
Drosophila yunnanensis este o specie de muște din genul Drosophila, familia Drosophilidae, descrisă de Mahito Watabe și Liang în anul 1990. Conform Catalogue of Life specia Drosophila yunnanensis nu are subspecii cunoscute.